# Nikon z Optiny
Nikon, imię świeckie: Nikołaj Mitrofanowicz Bielajew (ur. 14 września?/26 września 1888 w Moskwie, zm. 8 lipca 1931) – święty mnich prawosławny, jeden z Soboru Świętych Starców Optyńskich oraz Soboru Świętych Nowomęczenników i Wyznawców Rosyjskich.

## Życiorys
Urodził się w rodzinie kupieckiej. W wieku 19 lat, razem z młodszym bratem Iwanem, postanowił wstąpić do monasteru. Obydwaj, nie mogąc zdecydować się, do której wspólnoty monastycznej się zgłosić, poprzez losowanie wybrali Pustelnię Optyńską. Rodzina nie sprzeciwiła się ich planom. Do wybranego monasteru bracia dotarli 24 lutego 1907, zaś w klasztorze przyjął ich starzec Warsonofiusz z Optiny. 9 grudnia 1907 obydwaj zostali przeniesienie do podległego Pustelni skitu św. Jana Chrzciciela. Posłusznik Nikołaj znalazł się pod szczególną opieką duchową starca Warsonofiusza.
W kwietniu 1910 złożył śluby w riasofor, zaś 24 maja 1915 - śluby wieczyste, przyjmując imię Nikon. 10 kwietnia 1916 został hierodiakonem, zaś 3 listopada 1917 hieromnichem. 17 września 1919 został po raz pierwszy aresztowany, następnie zwolniony. Latem 1923 decyzją władz radzieckich Pustelnia Optyńska została zamknięta. W zabudowaniach pozwolono pozostać jedynie dwunastce mnichów, która podjęła pracę w muzeum założonym w monasterze. Jego ostatni przedrewolucyjny przełożony, Izaak, pobłogosławił wówczas mnicha Nikona na podjęcie posługi starca. Również inny starzec optyński, Nektariusz z Optiny, zaczął kierować do niego osoby, które przychodziły doń po radę i modlitwę, w miejscu jego przymusowego osiedlenia w Chołmiszczach. Mnich Nikon pozostał w klasztorze do czerwca 1924, kiedy został wygnany z monasteru. Zamieszkał przy parafii Zaśnięcia Matki Bożej w Kozielsku, służąc w cerkwi i pełniąc posługę starca. W 1927 został aresztowany i skazany na trzy lata łagru. W więzieniu zakonnik zachorował na gruźlicę płuc.
Po odbyciu wyroku został administracyjnie skierowany do obwodu archangielskiego. Za radą innego zesłanego mnicha, Agapita, duchowny nie apelował o zmianę miejsca zesłania ze względu na stan zdrowia. W sierpniu 1930 został skierowany z Archangielska do miasta Piniega, gdzie jednak nie przydzielono mu kwaterunku. Mnich został przyjęty przez mieszkankę wsi Wojepol, która żądała od niego zapłaty za wynajmowaną kwaterę oraz zmuszała go do dodatkowych fizycznych prac. W dniu, gdy duchowny nie był w stanie dłużej pracować, kobieta wyrzuciła go z domu.
Bezdomnym zakonnikiem zaopiekował się inny zesłany mnich Pustelni Optyńskiej, Piotr (Draczew), który przyjął go do swojego domu w sąsiedniej miejscowości. Nikon zmarł 8 lipca 1931 i został pochowany na cmentarzu we wsi Bałdokurie.